# スーパーロボット
スーパーロボット (Super robot)とは、アニメ・特撮・ゲームなどに登場する、架空のロボットの分類のひとつで、ヒーロー的なロボットの総称。超科学的な巨大人型ロボットとして描かれることが多い。
対義的な言葉としてリアルロボットがある。

## 概要
超高性能ロボットの呼称。具体的には、悪と戦うスーパーヒーロー的に描かれているものを指す。明確な定義はないが、おおむね以下のような特徴を持ったものが多い。
- 材質、動力源などに未知の物質、エネルギーなどが使用されている。
- 戦車、戦闘機など既存の兵器とは比べものにならない攻撃力と防御力（装甲もしくはバリアーなどによる）を持ち、既存の兵器では歯が立たない敵の機動兵器と単機で互角以上に渡り合える。
  - 逆にいえば、敵に対抗する唯一ないし要の存在であるため、撃破されてしまうと味方陣営は敵に対抗する戦力が著しく低下することになる。そのため敵は毎回のように、機体の破壊もしくは奪取、搭乗者の抹殺などを目論む。
- 機体にはそれぞれ特徴的かつ強力な武装または技が取り付けられており、搭乗者は武装を使用する際にその武器、技名などを叫びながら使用する[1]。
- 搭乗者達の精神力や機体に秘められた超自然的な力などで、スペック以上の力もしくは、尋常ではない力を発揮する。
- 機体の操縦が難しい、製作者の血縁者でないと操縦できない、操縦に一定以上の搭乗者の特殊な力が必要、ロボット自身が持つ意思などによりロボット側が搭乗者を選ぶなど、操縦方法を知っていれば誰でも操縦できるわけではなく、様々な条件で搭乗者を選ぶ機体である場合が多い。
  - なお、搭乗者は民間人であることがほとんどであり、機体そのものも軍などとは関係のない民間の研究所や機関の秘密基地などで管理されていたり、主人公たちが何らかの方法で呼び出すとどこからともなく現れたりする。
- ロボット自身が意思を持っているかのように自律的に行動を取ることがある。
- その機体の特異性（採算度外視のワンオフもの、天才科学者による製作、異世界や異星、超古代の技術など）ゆえに量産が不可能ないし困難な場合が多い。

など、おおむねその作品の世界におけるヒーローや救世主、「人知を越えた力」を「ロボット」という形に具現化した存在ともいえるため、「ヒーローロボット」とも呼ばれるが、概念的なものであり、例外も存在する。
スーパーロボット大戦シリーズのプロデューサーである寺田貴信はスーパーロボットとリアルロボットの境目を「説明できるエネルギーで動いているか」であると語ったことがある。
スーパーロボット大戦シリーズには当初からスーパーロボット作品だけでなくリアルロボットとされる作品からの出演があり、一部の作品は主人公をスーパーロボットに乗るスーパー系、リアルロボットに乗るリアル系から選択でき、主人公機のゲシュペンストにもリアル系とスーパー系の2系統のパラメーターが用意されている。ストーリーの根幹や難易度には影響がなく、序盤の展開が若干異なる程度である。
エイケンの『UFO戦士ダイアポロン』、ワコープロの『合身戦隊メカンダーロボ』、日本アニメーションの『ブロッカー軍団Ⅳ マシーンブラスター』と『超合体魔術ロボ ギンガイザー』はスーパー系に分類され得るが、スーパーでもリアルでもないミラクルロボットという分類を掲げている。

## 歴史
スーパーロボットという言葉自体は古くから存在していた。例として、1963年に連載開始された『8マン』で、8マンが「スーパーロボット」と呼ばれていたことや、1968年に放送された『ウルトラセブン』第14・15話において登場した巨大ロボット・キングジョーが「ペダン星人のスーパーロボット」と呼ばれていたことなどが挙げられる。
スーパーロボット／リアルロボットという種別の区分概念として使用されたのは、テレビゲーム『第4次スーパーロボット大戦』が最初である。そもそもこうした「スーパー」という語も、元はアメリカのコミック作品「スーパーマン」の影響があり、「スーパーカー」という言葉に代表されるように、極めて顕著に強力な存在を表現する際、和製英語的に「スーパー○○」という表現は一般的に日本語で行われていたものである。
それ以降の『スーパーロボット大戦シリーズ』においては、この分類は基本的に同作におけるロボットの性能によって分類され、防御力が高く回避率が低いロボットをスーパーロボットないしはスーパー系、逆に防御力が低く回避率の高いロボットをリアルロボットないしはリアル系と呼称する（ただし、原作での描写とは必ずしも一致していない）。

鉄人28号モニュメント（神戸市）

本概念の先駆けとして、横山光輝の『鉄人28号』が存在する。この作品は日本における巨大ロボット作品すべての原点ともいえる。初出の漫画作品では鉄人28号は、大日本帝国が起死回生を狙って製造した決戦兵器で、鉄人を操るリモコンの争奪戦、リモコンの使用者によっては正義にも悪にもなった。後にアニメ作品などが製作されるにあたり、いわゆる「正義の味方の主人公の相棒」という設定が前面に出され、スーパーロボット的作風が確立した経緯を持っている。
1972年に連載を開始した永井豪原作の『マジンガーZ』の登場により、巨大ロボットに人間が乗り込んで操縦するという手法が確立し、この作品の登場によって主人公とロボットの一体感、擬人化がなされた。そのほか、超兵器の装備、新兵器の追加や改造でパワーアップを図るなど、ロボットアニメの様々な基本フォーマットが『マジンガーZ』により確立されている。これらの設定によって今日のスーパーロボットの形の基礎が出来上がった。連載と同時に放送されたアニメ版のオープニングテーマでは「スーパーロボット」という言葉が使われている。
このほかにはも複数の機体が合体する『ゲッターロボ』、機体が変形してモードが変わる『勇者ライディーン』などがある。

## スーパーロボットの種類
一言にスーパーロボットといっても、その機能形態は、背景となるストーリー設定で様々である。バンダイなどの玩具メーカーがスポンサーになっている場合、玩具として面白い作品になるよう設定されている場合が多い。以下に、製作上の特徴的観点から区分してみる。後述の複数の項目の特徴を共有するケースが多い。

### 等身大型
人間と同サイズのアンドロイド系やその他自立型思考を持つ等身大ロボット。操縦者は一人または存在しないケースも多い。その大きさのためにスーパーロボットのカテゴリに加えられていないことが多いが、作中ではスーパーロボットなどの呼称がされていることもある。
- 電人ザボーガー･ストロングザボーガー
- スカイゼル・グランゼル-変形後に、文字通りスーパーロボットならぬ巨大なスーパーマシンに変身する。
- ジャンパーソン・ガンギブソン
- エイトマン

など。

### 無変形型
人が乗り込んで操縦する元祖系。操縦者は一人または複数。
- マジンガーZ
- グレートマジンガー
- レッドバロン
- マッハバロン
- グレンダイザー
- ゴーダム[6]
- マシーンブラスター[7]
- バトルフィーバーロボ - スーパー戦隊シリーズ初のロボットであり、唯一の無変形タイプ
- イクサーロボ
- レインボーセブン･Vアーマー
- エヴァンゲリオン
- 守護騎士
- 神霊騎士
- リュー
- ライガー - 機械ではなく、バイオアーマーという生体鎧である。
- ビッグ・オー
- ゴエモンインパクト
- 龍神丸 - 本機の変身形態の一部は変形能力を持つ。
- ラーゼフォン
- 鬼械神
- ファフナー
- マキナ
- ガクセイバー - OVA作品。
- 神霊騎士
- アルマノクス

### 合体型
複数のメカが合体して、1体のロボットになる形態のもの。複数のメカが合体するもの、複数のロボットが合体するものなどがある。また、変形できるものも多い。
- キングジョー - 『ウルトラセブン』に登場。日本映像史上初の合体ロボットである。
- ゲッターロボシリーズ - 3機の合体。またその順番によって形態が変わる。
- ガイキング - 3機の合体だが分離状態での行動はできない
- ダイアポロン
- コン・バトラーV - 5機の合体
- メカンダーロボ[8]
- ボルテスV - 5機の合体
- ザンボット3 - 3機の合体
- ダイケンゴー - 3機の合体
- ダルタニアス - 3機の合体
- ゴーディアン
- ゴッドシグマ - 3機の合体
- イデオン - 3機の合体
- バルディオス - 3機の合体
- ダイオージャ
- ゴライオン - 5機の合体
- ゴーショーグン - 正確には合体ではなく合身。巨大ロボに取り込まれる形で合体する。
- ゴッドマーズ - 有人機1機と無人機5機の合体
- ダイラガーXV - 15機の合体
- アクロバンチ　- 5機の合体
- バクシンガー - 5機の合体
- アルベガス
- ダンクーガ - 4機の合体
  - ダンクーガノヴァ - 4機の合体
- ダンガイオー - 4機の合体
  - 弾劾凰 - 3機の合体
- ヘッドマスター - トランスフォーマーの一種。
- 天のゼオライマー　- 格納時の4分割ないしは動力部と本体の2分割。パイロットは実質1人。
- ガンバスター - 2機の合体
- ジーマイン　- オタク物の作品。
- ゴッドゼノン、ダイナドラゴン - 『電光超人グリッドマン』に登場。
- 合体戦神パワードゼノン - 『SSSS.GRIDMAN』に登場。
- 合体竜人ダイナゼノン - 『SSSS.DYNAZENON』に登場。
- トライゼノン - 3機の合体
- グラヴィオン - 5機の合体
- アクエリオン - 3機の合体
- グレンラガン - 2機の合体
- 獣神サンダーライガー
- バーンブレイバーン
- 勇者シリーズ - 同シリーズの多くのロボットは変形機能も有する。
- エルドランシリーズ - 同シリーズの多くのロボットは変形機能も有する。
- スーパー戦隊シリーズ - 『太陽戦隊サンバルカン』以降の作品。
- 超星神シリーズ
  - ダイセイザー
  - 幻星神
  - 超星艦隊セイザーX - シャークリーガー以外の流星神3体。
- ブレンドン
- ダイアクロン

など。

### 変形型
変形機能を持つもの。基本形態がロボット型のものと、そうでないものがある。
- ジャンボーグA・ジャンボーグ9 - 作中ではサイボーグと称されるが、実際は完全な搭乗型の変形ロボットである。
- ライディーン
- グロイザーX
- ダンガードA
- ギンガイザー - 複数のロボットと1機のマシンによる単体変型及び分離合体変型機構を有する。
- ザンボエース - 単体でも変形するが合体機能も有し、ザンボット3となる。
- ダイモス
- レオパルドン[9]
- ダイターン3
- トライダーG7
- ブライガー
- サスライガー
- ゴーバリアン
- グランゾート - 顔からロボットに変形するが、顔状態の時に運用することはほとんどない。
- レザリオン - パーツの組み替える事で、完成する。
- ガルビオン
- サイバスター
- 勇者シリーズ
- ラグナメイル
- 龍神器
- ダイデンジン - スーパー戦隊シリーズ初の変形タイプのロボット。なお、本作以降にも変形タイプの機体は、特に2号ロボ、あるいはそれ以降の機体としてしばしば登場している。
- 超星神シリーズ
  - 4大超星神
  - 流星神シャークリーガー・ドリルアングラー
- キングスカッシャー、クィーンサイダロン
- ダイアクロン

など。

### 無線操縦型
主人公が無線などで操縦を行う形態のもの。
- 鉄人28号
- ジャイアントロボ

など。

### アタッチメント型
コアとなるメカ、ロボットにオプションパーツを追加して顕著に強化していく形態のもの。
- 鋼鉄ジーグ
- ガ・キーン
- バラタック
- ガオガイガー
- GEAR戦士電童
- ゴーダム
- ダイアクロン

など。

### 自律型
自ら人間と同様の意志を持つロボット。種類は様々で、自動車などの乗り物に生命体が融合し、ロボットのような形に変形するものや、AIが自我を持ち、言葉や自ら行動ができるようになるロボットもいる。その中でも『トランスフォーマー』や『マシンロボ』のように最初からロボットの姿をしている無機質生命体も存在する。
- マグマ大使
- アストロガンガー
- 大鉄人17
- アイアンキング
- ゴールドライタン
- ゴーグ
- ガラット
- 飛影
- ウェブダイバー
- ダイガンダー
- 勇者シリーズ
- 炎神レイアース
- トランスフォーマーシリーズ
- マシンロボシリーズ
- SDガンダム
- スーパー戦隊シリーズ
  - 超電子バイオマン - ピーボ、バイオロボ（バイオマンが操縦するが、初登場時などに自我を持つ描写がある）。
  - 光戦隊マスクマン - ギャラクシーロボ（自ら意思を持ち、後にはオーラパワーをも身につける）。
  - 超獣戦隊ライブマン - コロン
  - 鳥人戦隊ジェットマン - テトラボーイ以降の自立型ロボット

など。